# Hot-n-Fun
Hot-n-Fun is een nummer van de Amerikaanse band N.E.R.D uit 2010, in samenwerking met de Canadese zangeres Nelly Furtado. Het is de eerste single van Nothing, het vierde studioalbum van N.E.R.D.
Het nummer flopte in Amerika, maar werd in het Verenigd Koninkrijk, Italië en België wel een bescheiden hitje. In Nederland was het nummer met een 88e positie in de Single Top 100 niet heel succesvol, maar in de Vlaamse Ultratop 50 wist het de 23e positie te behalen.
In 2017 werd het nummer gebruikt in een reclame voor Paco Rabanne.